# 在2023年巴西三权广场遭冲击事件中被毁或被盗的艺术作品

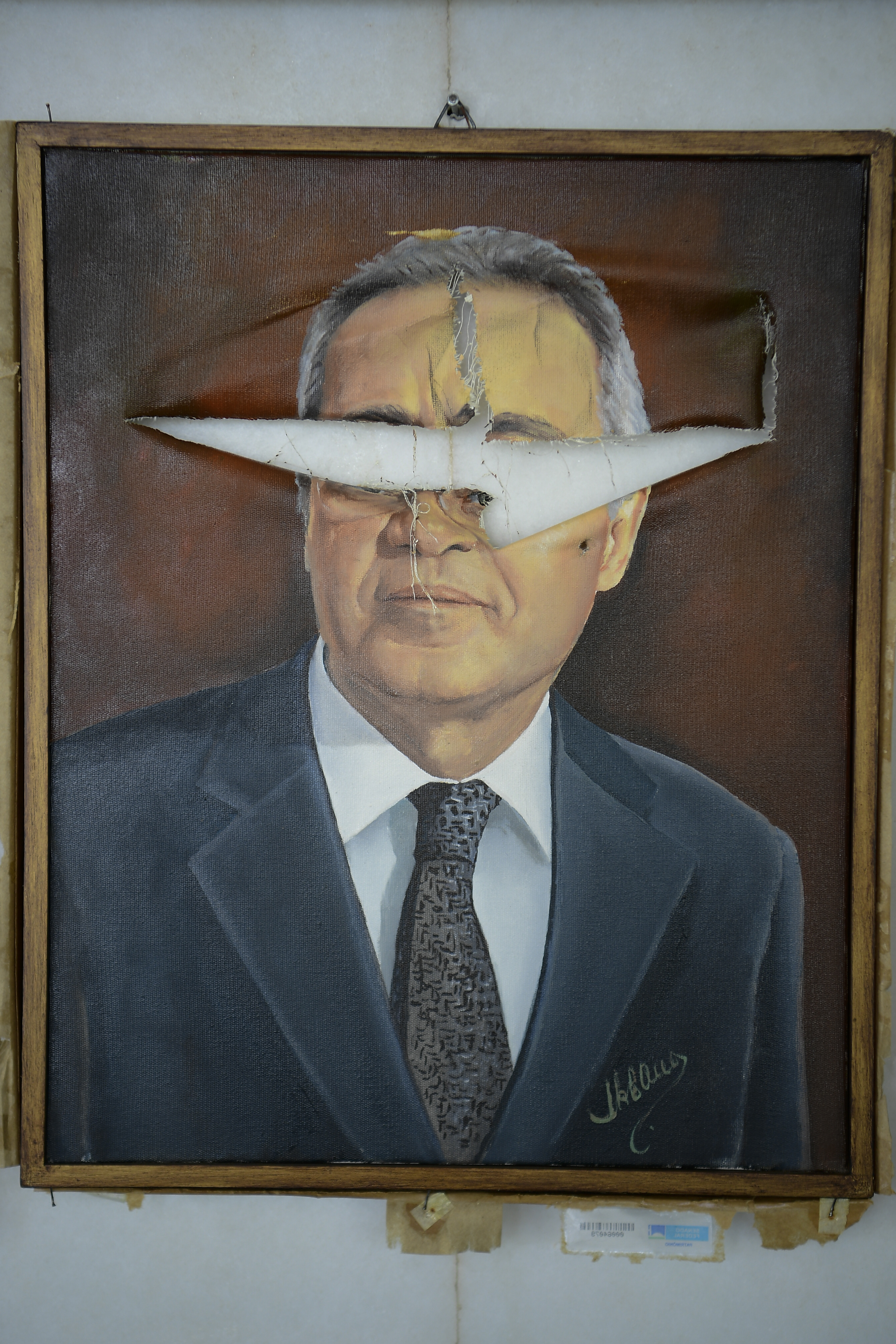
雷南·卡列罗斯像，悬挂于历任位于参议院主大堂的议长肖像廊

在2023年巴西三权广场遭冲击事件期间，巴西极右翼前总统雅伊尔·博尔索纳罗的支持者将众多艺术品作为攻击目标。 

## 背景
巴西联邦首都巴西利亚是一座新市鎮，城市内的建筑被认为是世界上独一无二的。这座城市于1987年被联合国教科文组织评为世界遗产，城市的街区带有编号，并按各区域提供的服务分门别类，例如酒店区域、银行区域和使馆区。由于它是巴西联邦政府所在地，巴西利亚藏有多件外交艺术品，这些艺术品在巴西国内外的展会（含共和国文化中心）中展出。由于巴西利亚的政府建筑采现代主义风格，故他们本身不仅是艺术品，而且对于官员和最初来该市寻求公共服务的人民来说，它们还可以作为博物馆、图书馆和剧院。

## 被毁作品

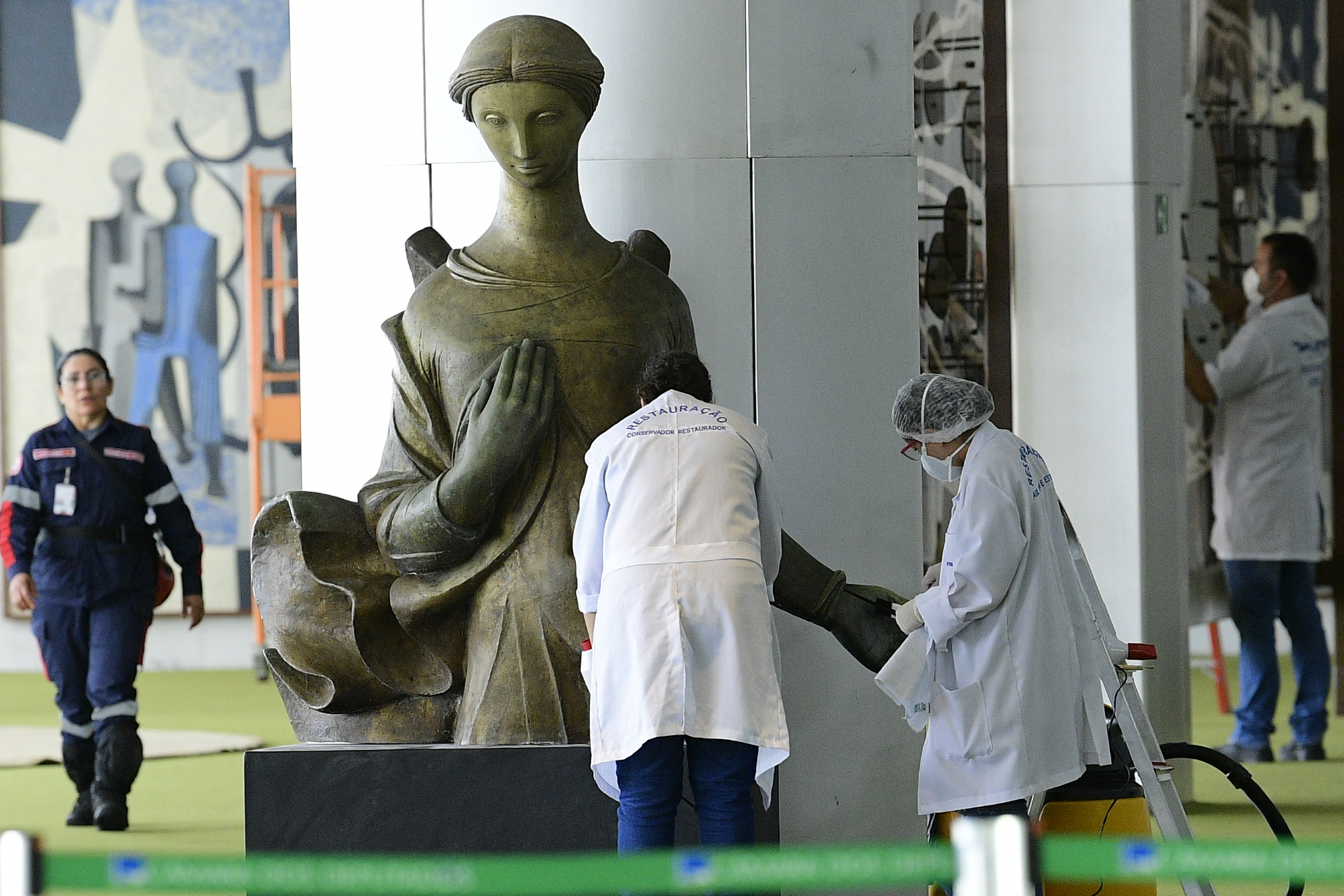
一些文保人员开始修复阿尔弗雷多·切斯基亚蒂的《天使》雕塑。背景中，玛丽安·佩雷蒂设计的“Araguaia”也在维修中

许多艺术品在袭击中被撕裂、粉碎、破坏、涂鸦或遭攻击者盗窃。早期报告估计，如仅计艺术品一项，所造成的损失亦高达900万雷亚尔（合117.3万人民币）。以下艺术品被攻击者损坏、毁坏或盗窃：
- 法国国王路易十四皇家宫廷时钟。 18世纪时由安德烈·查尔斯·布勒设计，巴尔萨泽·马蒂诺特制表[5][11] （受损）
- 《舞者》，1920年维克多·布雷切雷特的青铜雕塑[5] （部分受损）
- 《穆拉托女人》，迪·卡瓦尔坎蒂于1962年所作[5] （部分受损）
- 阿拉瓜亚，玛丽安·佩雷蒂于1977年制作的彩色玻璃板[5] （已毁）
- 巴西利亚建城者和已故总统儒塞利諾·庫比契克使用的办公桌（CA），1960年由奧斯卡·尼邁耶和安娜·玛丽亚·尼迈耶设计[5] （部分受损）；
- 《正义》， 阿尔弗雷多·切斯基亚蒂于1961年创作的花岗岩雕塑[5] （受损）；
- 《长笛演奏家》，1962年布鲁诺·乔治创作的青铜雕塑[5] （已毁）
- 豪尔赫·扎尔苏平设计的最高法院院长椅[5] （受损）
- 《分支和阴影》，弗兰斯·克拉伊伯格[12]的木雕（已毁）
- 《雕刻墙》，由阿托斯·布尔考[12]设计（部分受损）
- 《玛丽亚，玛丽亚》，1980年索尼娅·埃布林的青铜雕塑[12] （受损）
- 巴西国旗，豪尔赫·爱德华多·阿尔维斯·德索萨所作[12] （受损）
- 《Vênus Apocalíptica》，玛尔塔·米努金的雕塑[5]（部分受损）
- 若澤·博尼法西奧·德·安德拉達像，奥斯卡·佩雷拉·达席尔瓦作于1922年[5]（受损）

其他损坏的物品包括巴西国徽（从墙上摘下）、伊莎贝尔公主的緙織壁毯（撕裂）、鲁伊·巴博萨和若阿金·纳布科的半身像、以及《1988年巴西宪法》（被袭击者盗窃但后来找回），上述提及物品皆展出于巴西最高法院。

## 后续
袭击发生后，肇事者离开了政府大楼，巴西文化部长玛格丽特·梅内塞斯表示，联合国教科文组织已派遣专家团队帮助修复尚有恢复价值的艺术品。此外，她还联系了国家历史艺术遗产研究所的保护派人士和修复者，希望他们能够协助艺术品的还原工作。